# 톰마소 모체니고

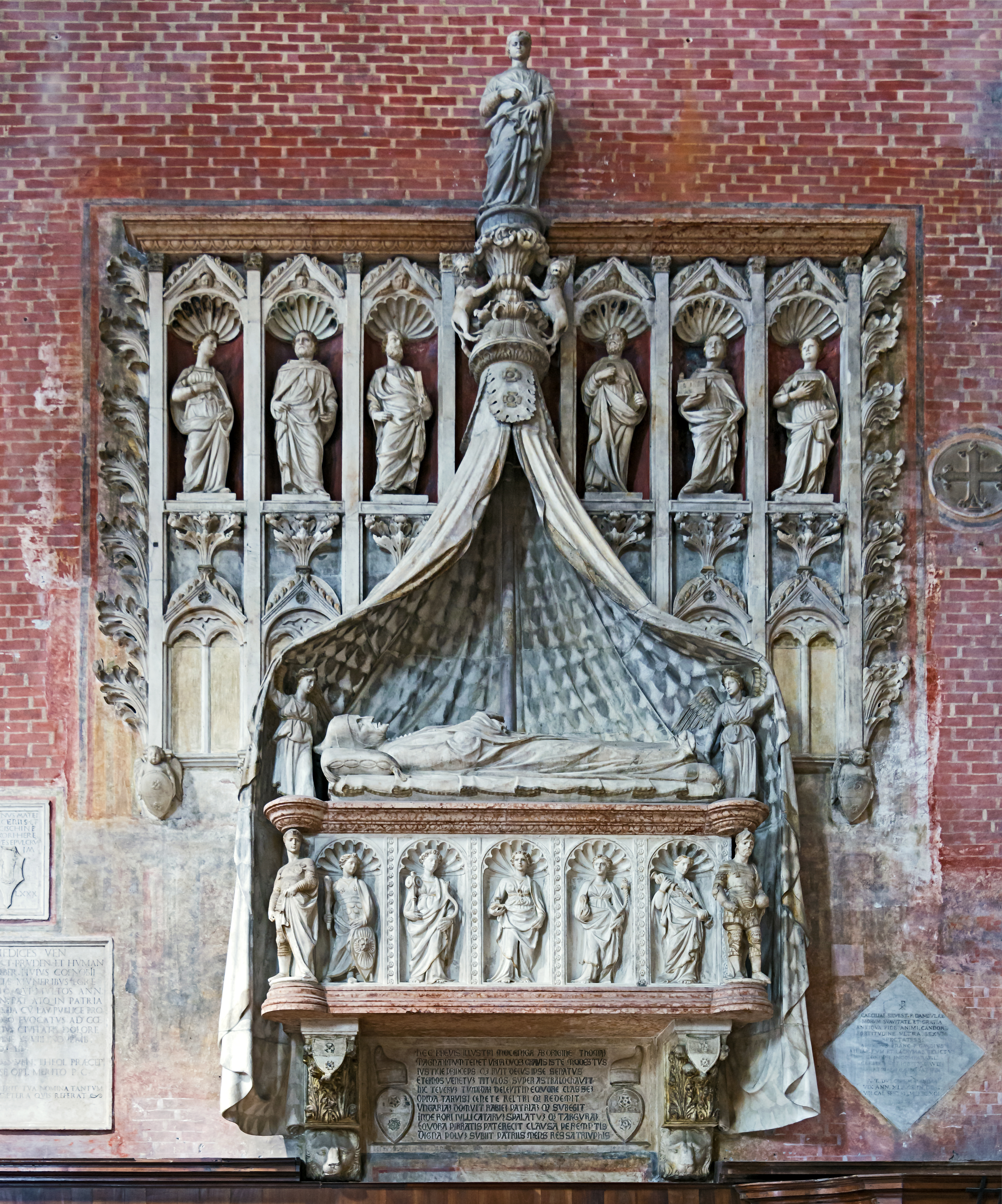
산티 조반니 에 파올로 성당에 있는 톰마소 모체니고의 무덤.

톰마소 모체니고(Tommaso Mocenigo, 1343년–1423년)는 1414년부터 사망할때까지의 베네치아 공화국의 도제이다.

## 생애
몬체니고는 1396년 니코폴리스 원정에서 십자군 함대를 이끌었고 또한 1378년-1381년의 키오자 전투 동안 제노바 공화국의 함대를 상대로 전투에서 승리를 거두기도 했다.
그가 크레모나에서 베네치아 대사로 있었을 때, 그는 도제로 선출되었으며(1414년), 크레모나의 독재자였던 가브리노 폰돌로에게 감금될뻔한 위협속에서 그는 비밀리에 탈출했다. 그는 오스만 튀르크의 술탄으로부터 평화 조약을 이끌어내지만, 그의 함대는 갈리폴리에서 튀르크 함대를 패배시키며, 전투가 새로 발발했다.
그의 집권 시기, 아퀼레이아 대주교 루도비코 디 테크가 신성 로마 제국 황제 지기스문트와 반베네치아 동맹을 결성하였다. 양쪽으로부터 공격받는 베네치아는 그러나 강력한 공격을 가능했었고, 1419년-1420년에 우디네, 치비달레, 펠트레, 벨루노와 아퀼레이아 대주교국의 프리울리 대부분을 정복했다. 카도레 또한 자발적으로 항복하였다. 헝가리 왕국과의 뒤이은 평화 조약과 아퀼레이아 대주교국의 영토를 베네치아 공화국으로의 합병을 이끌어냈다.
몬체니고는 무역을 매우 장려하였고, 두칼레 궁전을 다시 짓고 도서관 건설을 지시하였다. 그는 1423년 오랜 지병으로 사명하였다. 그는 베네치아 도제들의 전통적인 매장소인 산티 조반니 에 파올로 성당에 안치되었다.

## 같이 보기
- 모체니고 가